# Resolució 413 del Consell de Seguretat de les Nacions Unides
La Resolució 413 del Consell de Seguretat de les Nacions Unides, aprovada el 20 de juliol de 1977 després d'examinar l'aplicació del Vietnam per a ser membre de les Nacions Unides, el Consell va recomanar a l'Assemblea general que la República de Vietnam fos admesa.